# Posillipo-fok
A Posillipo-fok a Nápolyi-öböl és a Pozzuoli-öböl között található, Nápoly nyugati részén, a város I. kerületében, a Posillipo negyedben. Neve a görög Pauszülipon szóból származik, melynek jelentése „szabadulás a mindennapi gondoktól”. A sziklás, erdős dombot már a rómaiak idején ismerték csodálatos panorámája és termálvizű forrásai miatt. A legendák szerint az itt álló Santa Maria del-Faro templomot egy római világítótorony helyén építették. 

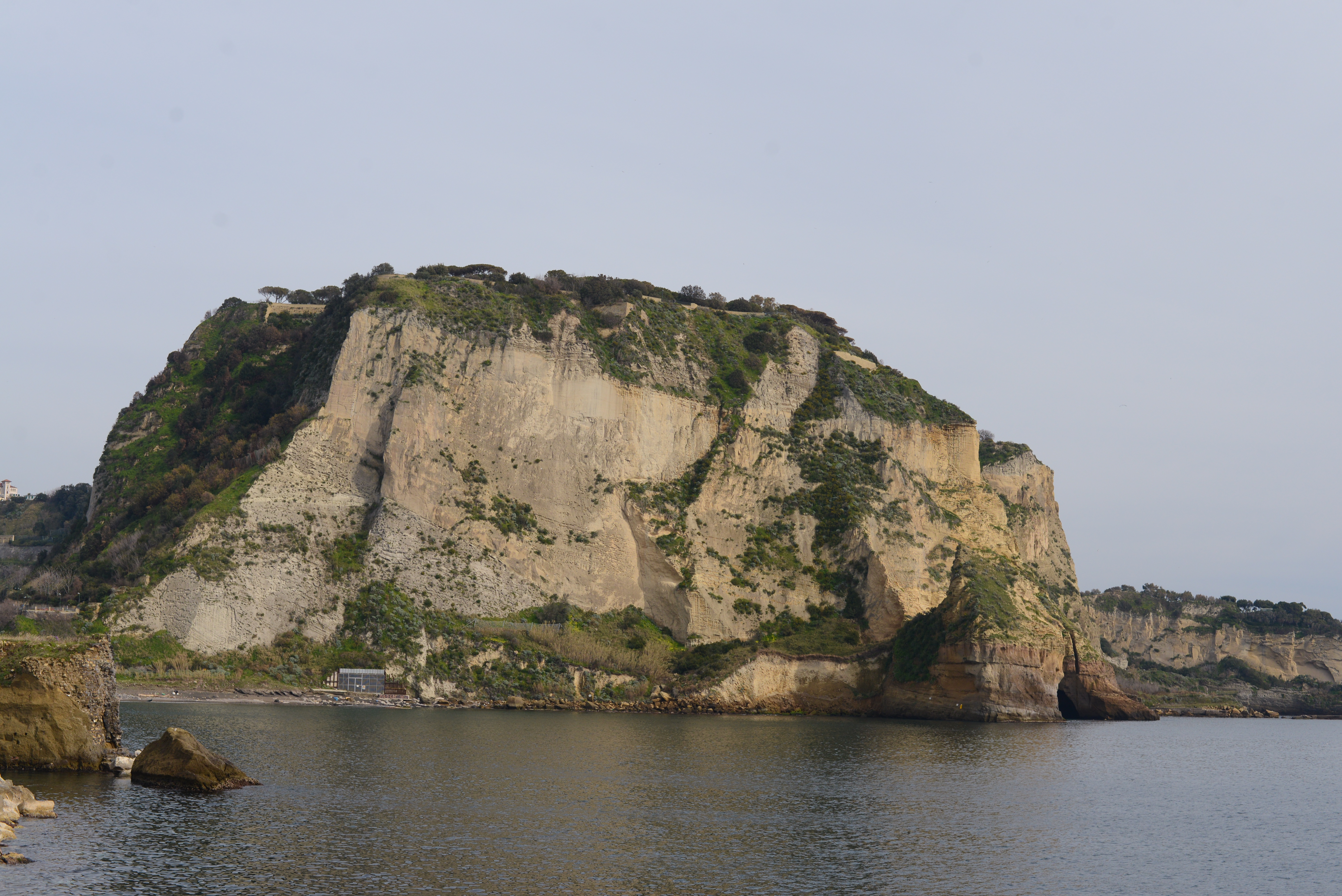
A Posillipo-fok Nisida felől